# Rue de Rohan
Pour les articles homonymes, voir Rue de Rohan (Strasbourg).
La rue de Rohan est une voie du 1er arrondissement de Paris, en France.

## Situation et accès
La rue de Rohan est une voie publique située dans le 1er arrondissement de Paris. Elle débute au 172, rue de Rivoli et se termine au 157, rue Saint-Honoré. Au moment de sa création, à la fin du XVIIIe, elle commençait rue de Chartres-Saint-Honoré.
Le quartier est desservi par les lignes 1 et 7 à la station Palais Royal - Musée du Louvre.

## Origine du nom

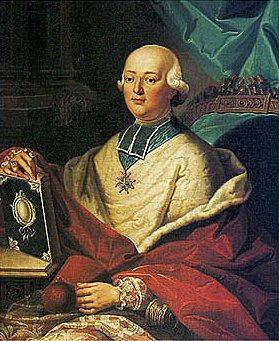
Louis-René de Rohan.

Elle porte le nom de Louis-René de Rohan (1734-1803), grand aumônier de France, administrateur de l'hôpital des Quinze-Vingts qui en décide le transfert dans le faubourg Saint-Antoine.

## Historique

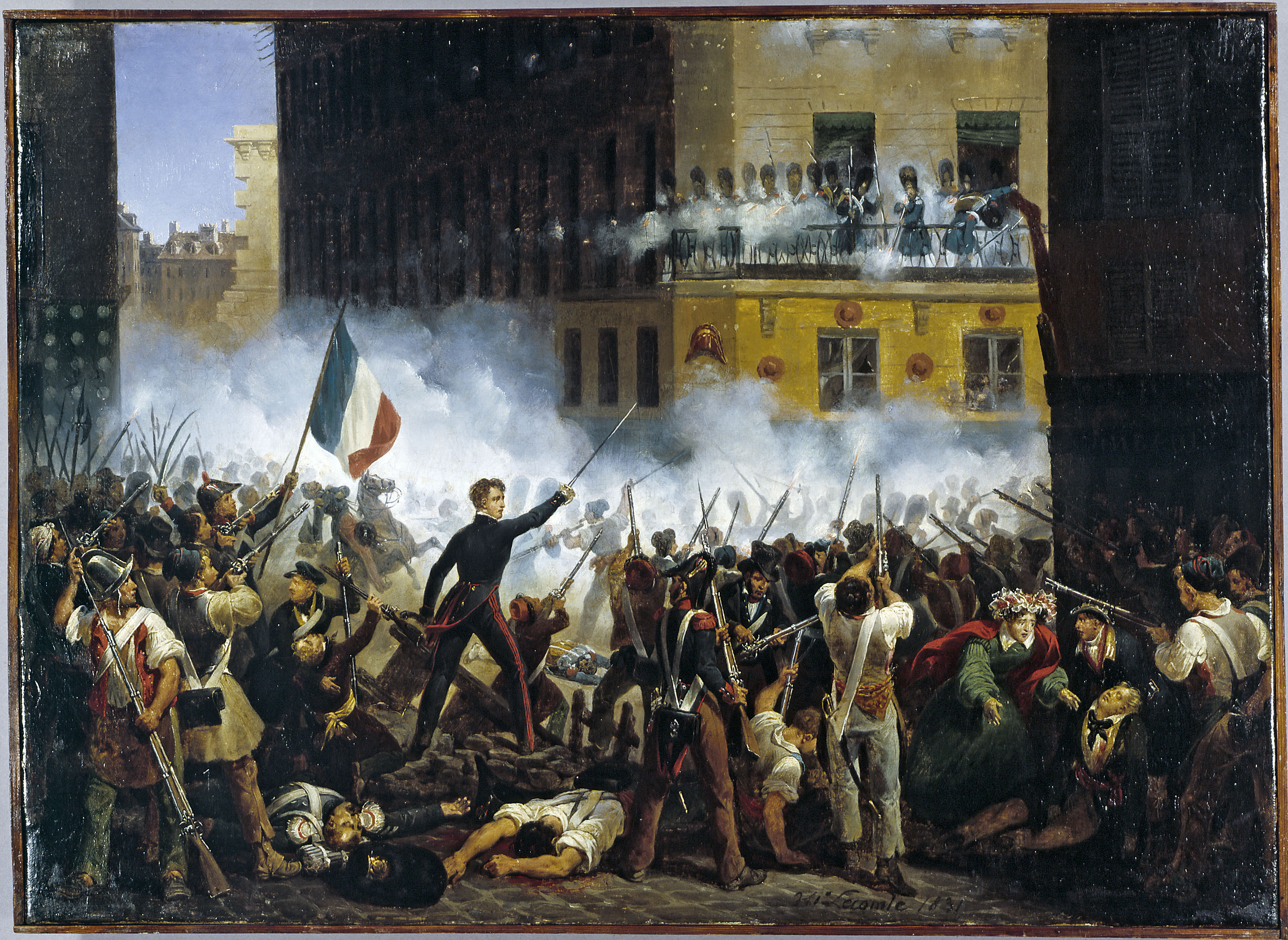
Hippolyte Lecomte, Combat de la rue de Rohan le 29 juillet 1830, musée Carnavalet.

La rue est ouverte par lettres patentes du 16 décembre 1779, sous le nom de « rue de Rohan », à l'emplacement de l'hôpital des Quinze-Vingts. Longue de 136 m, elle est établie dans la continuité de la rue de Richelieu et relie la rue Saint-Honoré à la rue de Chartres-Saint-Honoré, créée par les mêmes lettres patentes.
De 1796 à 1814, elle est renommée « rue Marceau » en l'honneur du général François Séverin Marceau.
À l'origine, la rue ne faisait que 7,8 m de large. Sa largeur est portée à 10 m par une décision ministérielle du 3 messidor an IX (22 juin 1801). Une majorité des bâtiments du côté ouest de la rue sont démolis pour permettre le prolongement de la rue de Rivoli et la formation de la place du Carrousel.
La rue est le théâtre de durs combats le 29 juillet 1830 lors des Trois Glorieuses (soulèvement populaire parisien contre Charles X, les 27, 28 et 29 juillet 1830). Cet événement a été illustré par le peintre Hippolyte Lecomte (Combat de la rue de Rohan le 29 juillet 1830).
Le général de Lamoricière y a échappé à un attentat, le 24 février 1848.
Le 31 mai 1905, le président de la République Émile Loubet et le roi d'Espagne Alphonse XIII, alors en visite officielle à Paris, sortent indemnes d'un attentat à la bombe à main visant leur cortège, alors que celui-ci se trouvait à l'angle de la rue de Rohan et de la rue de Rivoli.
La partie entre la rue de Chartres-Saint-Honoré et la rue de Rivoli est supprimée lors de l’achèvement du palais du Louvre.

## Bâtiments remarquables et lieux de mémoire
- No 20 et 22 : emplacement de la rue des Quinze-Vingts disparue lors de la réunion des palais du Louvre et des Tuileries et de la création de la rue de Rivoli.

## Pour approfondir